# O naturze bogów
O naturze bogów (łac. De natura deorum) – dialog w trzech księgach autorstwa Marka Tulliusza Cycerona, napisany w roku 45, a opublikowany w roku 44 przed Chrystusem, omawiający zagadnienia filozofii religii, zwłaszcza dowody na istnienie bogów lub Boga. Uważany za najstarszą próbę zwięzłego i jasnego przedstawienia podstawowych zagadnień teologicznych, w której autor zreferował stanowiska różnych greckich filozofów i szkół filozoficznych, wymieniając argumenty przemawiające m.in. za ateizmem, deizmem, agnostycyzmem, panteizmem, politeizmem czy monoteizmem.
Dialog ten wywarł znaczny wpływ na filozofię i teologię późnej starożytności oraz średniowiecza, cieszył się również znacznym poważaniem w wiekach XVI–XVIII, szczególnie wśród pisarzy europejskiego oświecenia. Badacze uznają go za jedną z najważniejszych prac w dziejach filozofii religii oraz dzieło o dużych walorach literackich. Przez wieki O naturze bogów było przytaczane niezliczoną ilość razy przez tak wielu autorów, że współcześnie używa się popularnych z niego cytatów często bez świadomości, że pochodzą one z pracy Cycerona.

## Okoliczności i czas powstania
W lutym 45 roku zmarła córka Cycerona Tullia. Na czas żałoby Arpinata wyjechał z opanowanego przez zwolenników Cezara Rzymu i schronił się w swojej posiadłości w Tuskulum, w której żył samotnie. Jeszcze w lutym stworzył traktat poruszający problematykę cierpienia i nieśmiertelności – Pocieszenie. W marcu, w ujętym w piękną formę literacką dialogu Hortensjusz napisał zachętę do studiów filozoficznych. W maju ukończył dwie księgi Rozpraw akademickich. W następnych miesiącach przeredagował Akademiki do czterech ksiąg. Równocześnie z Rozprawami akademickimi ukończył Cyceron pięć ksiąg traktatu Problemy najwyższego dobra i zła, nad którymi pracował od marca do końca czerwca. W lipcu Cyceron rozpoczął pisać Tuskulanki, w których chciał dać czytelnikowi skuteczną broń przeciw najrozmaitszym przeciwnościom losu.
Pod koniec lipca Cyceron wyjechał z Tuskulum, co związane było z rozwodem z jego drugą żoną, Publilią. Nie odwiedził jednak Rzymu, gdyż nie chciał brać udziału w igrzyskach ku czci Wiktorii i Cezara, obchodzonych uroczyście w dniach 20–30 lipca, w czasie których posąg dyktatora niesiono obok posągu bogini. W liście do swojego przyjaciela Attyka nie powstrzymał się od uszczypliwej uwagi, gdyż – jak słyszał – lud rzymski nie oklaskiwał posągu Wiktorii z powodu złego sąsiada.

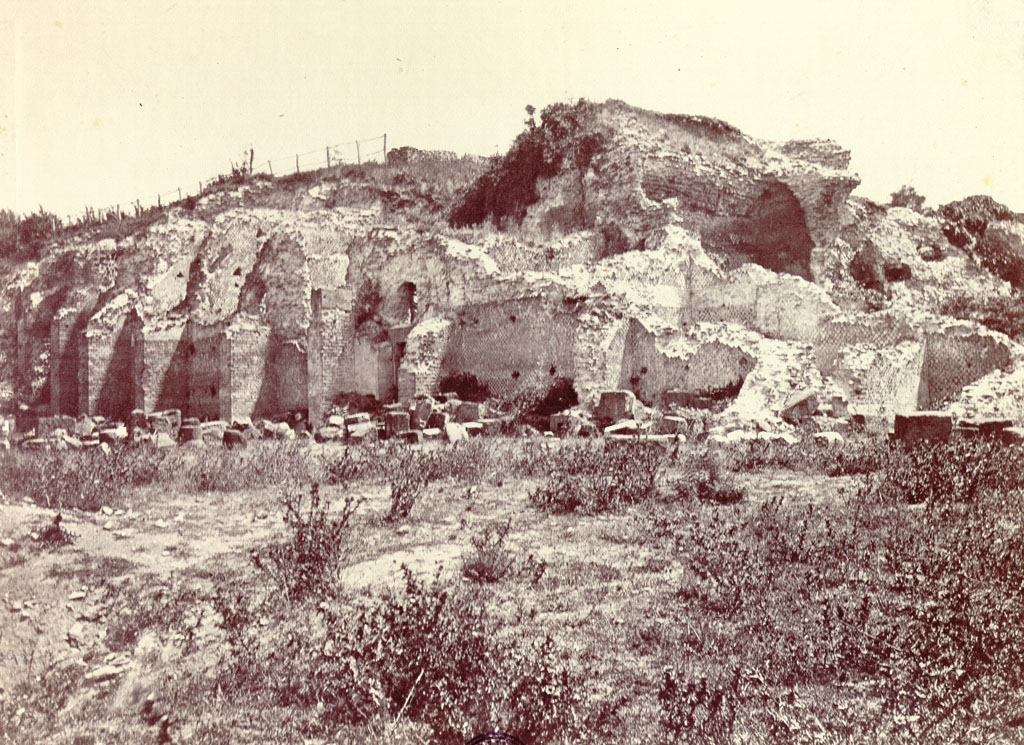
Ruiny rzymskiej willi w Tuskulum. Uważane za pozostałości, odbudowanego przez cesarza Trajana, domu Cycerona. Fotografia z 1891 roku

1 sierpnia 45 roku Cyceron powrócił do Tuskulum. Mimo że był bardzo krytyczny wobec dyktatora, nie chciał uczestniczyć w działaniach antycezariańskich spiskowców i nie popierał ich. Skupił się na dalszej pracy naukowej. Jeszcze tego samego dnia pochylił się nad zwojem papirusów i rozpoczął pracę nad nowym dziełem. Było to De natura deorum, w którym – jak napisał do Attyka – z początku zamierzał wystąpić przeciw epikurejczykom. Poprosił także przyjaciela, aby ten przesłał mu brakujące w tuskulańskiej bibliotece dzieło filozofa Fajdrosa O bogach.
Na temat motywów, które skłoniły go do napisania dzieła, wypowiedział się we wstępie: Gdyby zaś ktoś zapytał, jaka to przyczyna sprawiła, że tak późno zacząłem pisać dzieła naukowe, mógłbym odpowiedzieć nadzwyczaj łatwo. Bo kiedy byłem wolny od zajęć urzędowych (gdyż państwo znalazło się w takim stanie, że musiało rządzić się wolą i radą jednego człowieka), sądziłem, iż właśnie dla dobra Rzeczypospolitej winienem przede wszystkim wyłożyć moim współobywatelom filozofię. Uważałem też, iż z punktu widzenia świetności i chwały naszego państwa, wielce zależy na tym, aby tak ważne i wspaniałe rzeczy podane były również w języku łacińskim. (…) Ponadto do zajęcia się filozofią skłoniło mnie wielkie zmartwienie, spowodowane przez okrutny i ciężki cios niesprawiedliwego losu. Gdyby co innego mogło mi przynieść większą ulgę w tym zmartwieniu, nie szukałbym ucieczki właśnie w filozofii. Nie mogłem zaś wykorzystać jej lepiej w inny sposób, jak oddając się nie tylko czytaniu poszczególnych dzieł, ale także przepracowaniu całokształtu tej nauki.
Pisanie O naturze bogów ukończył Cyceron ukończył jeszcze latem 45 roku. Dialog nie został jednak opublikowany natychmiast, lecz dopiero po około sześciu miesiącach, w roku 44 przed Chrystusem. Dawniej wśród uczonych przeważał pogląd, że dzieło zostało wydane w Rzymie jeszcze przed idami marcowymi, jednak wielu współczesnych badaczy jest zdania, że opublikowano je wkrótce po zamordowaniu Cezara.
Praca nie została poddana ostatecznej korekcie i redakcji. Wywody uczestników dialogu nie zawsze sobie odpowiadają, niedokładnie ustalony został czas trwania rozmów – np. w jednym z fragmentów zapisano, że rozmowa w księdze trzeciej trwała jeden dzień, w innym, że ciągnęła się przez kilka. Brak ostatecznego wykończenia nie jest typowy dla publikacji Cycerona. Dlatego uczeni uważają, że najprawdopodobniej De natura deorum wydano dość pośpiesznie, w napiętej sytuacji politycznej, wiosną 44 roku w Rzymie.

## Tytuł i źródła
Autorzy starożytni, w tym święty Augustyn, a także większość rękopisów średniowiecznych, tytułują dzieło De deorum natura. Jednakże sam Cyceron w późniejszych pracach oraz korespondencji używał tytuł De natura deorum. Nowożytni wydawcy nadali dziełu ten drugi tytuł, uznając że tak swój dialog zatytułował sam autor.
Cyceron pisał dzieła filozoficzne w roku 45 bardzo szybko. Był już po sześćdziesiątce, jednak od młodości z ogromnym zapałem oddawał się studiom i żaden ówczesny problem naukowy nie był mu obcy. Filozofia była elementem kształtującym całą jego osobowość. Nic więc dziwnego, że opierając się na znajomości prac najważniejszych greckich filozofów – przede wszystkim Platona i Arystotelesa – potrafił w sposób zwięzły i niemal popularyzatorski przedstawić podstawowe zagadnienia ówczesnej teologii, układając swoją pracę – jako doskonały retor – w pięknej, literackiej łacinie.
Nowożytni badacze odtworzyli z dużą dozą prawdopodobieństwa, pracami których uczonych posiłkował się Cyceron, pisząc O naturze bogów. Należeli do nich m.in. Zenon z Elei, Fajdros, Filodemos z Gadary, Karneades z Cyreny, Kleitomach, Posejdonios z Rodos, Panajtios, Filon z Laryssy czy Antioch z Askalonu.

## Czas i miejsce akcji
Czas, w którym toczy się akcja dialogu, to okres Świąt Latyńskich (Feriae Latinae), czyli kwiecień roku 77 przed Chrystusem. Cyceron miał wówczas trzydzieści lat. Miejsce akcji to dom Aureliusza Kotty. Przychodząc do Kotty z popołudniową, przyjacielską wizytą, Cyceron natrafił na dyskusję między gospodarzem a Gajuszem Wellejuszem. W domu obecny był również Kwintus Lucyliusz Balbus, który do dyskusji włączył się w księdze drugiej. Rozmowa toczyła się w jednym dniu i zakończyła późnym wieczorem.

## Postacie dialogu

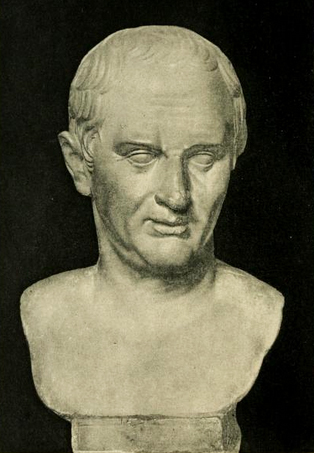
Popiersie Cycerona w wieku około 60 lat, w którym napisał O naturze bogów. Prawdopodobnie wykonane w I wieku. Muzeum Prado w Madrycie

Dzieło zadedykowane zostało późniejszemu zabójcy Cezara, Brutusowi. Do niego zwraca się autor we wstępie. Brutus przyjaźnił się z Cyceronem, który uważał go za wielkiego mówcę. Już wcześniej Arpinata dedykował Brutusowi Paradoksy stoickie, O najwyższym dobru i złu oraz Tuskulanki.
Gospodarzem dyskusji był pontifex maximus Gajusz Aureliusz Kotta, późniejszy konsul, przedstawiciel sceptycznej akademii. Kotta był bratem Aurelii Kotty, matki Juliusza Cezara. Gośćmi Kotty, obok samego Cycerona, byli pochodzący z Kadyksu filozof stoicki Kwintus Lucyliusz Balbus oraz Gajusz Wellejusz, wybitny mówca i przyjaciel polityka plebejskiego Lucjusza Licyniusza Krassusa, przedstawiciel szkoły epikurejskiej.
Uczestnicy dyskusji są Rzymianami, znacznie starszymi od Cycerona. Są to ludzie powszechnie znani, politycy, a zarazem uczeni i mówcy. Wszyscy prezentują typową dla Rzymian postawę intelektualną – nawet gdy referują stanowiska greckich uczonych, to przystosowują je do współczesnych sobie realiów politycznych, rzymskich obyczajów społecznych i temperamentów mieszkańców Italii.
Osoby występujące w dialogu zostały znakomicie scharakteryzowane za pomocą środków literackich. Wallejusz przedstawiony został jako naigrawający się z wszystkich innych, przekonany o własnej wyższości, wypowiadający się w agresywny sposób zwolennik ateizmu i deizmu szkoły epikurejskiej. Balbus to spokojny stoik, wypowiadający się niczym kaznodzieja, lubujący się w długich wywodach opartych na wnioskowaniach logicznych, które uzasadniały jego teizm. Natomiast Kotta mówił w starannie ułożonych zdaniach, w manierze wykwintnego intelektualisty, oczytanego w różnorakiej literaturze i mającego wobec przedmiotu dyskusji duży dystans charakterystyczny dla sceptyka.

## Zawartość

### Księga pierwsza
W księdze pierwszej Wellejusz przedstawił stanowiska filozofów greckich (od Talesa do Diogenesa z Babilonu) wobec religii i zagadnienia istnienia bogów. Szczególnie krytycznie podszedł do poglądów Platona. W podsumowaniu naśmiewał się z nauki o bogach, przedstawiając argumenty przeciwko ich istnieniu. Wiarę w bogów nazwał majaczeniem szalonych filozofów, bezsensowną fikcją poetów, bałamuctwem magów i niemądrym mniemaniem pospólstwa. Gdyby jednak przyjąć, że bogowie istnieją – czego zdaniem Wellejusza dowieść nie sposób – nie interesowaliby się oni światem i ludźmi, albowiem taż natura, która dała nam pojęcie o samych bogach, wszczepiła w umysły nasze przekonanie, że są oni odwieczni i szczęśliwi. Jeżeli tak jest, to słuszny jest rozwijany przez Epikura pogląd, że szczęśliwa i odwieczna istota ani sama nie ma żadnych kłopotów, ani nie przyczynia ich innym; zatem nie kieruje się ona ani gniewem, ani życzliwością, bo wszystkie istoty, które by odznaczały się takimi skłonnościami, dowodziłyby swej słabości.
W drugiej części księgi pierwszej do wypowiedzi Wellejusza odniósł się Kotta. Zaczął od pochwały rozmówcy, gdyż zagadnienie zawiłe i trudne przedstawił jasno, i to nie tylko w sposób wyczerpujący, ale także ozdobniej niż to zazwyczaj czynią zwolennicy Epikura. Dlatego tym bardziej wyraził zdziwienie, że tak wybitny umysł mógł przyjąć niedorzeczne i niepoważne idee. Kotta przyznawał, że jego również nie przekonały wywody greckich filozofów, zwłaszcza ich dowody na istnienie bogów. Ja sam więc, chociaż jestem kapłanem i choć uważam, że należy święcie przestrzegać publicznych obrzędów i zwyczajów religijnych, chciałbym co do tej pierwszej sprawy, a mianowicie co do istnienia bogów, nie tylko mieć przekonanie oparte na czyichś mniemaniach, lecz poznać samą prawdę. Jako że przychodzi mi na myśl wiele rzeczy niepokojących i wydaje mi się czasami, że bogowie wcale nie istnieją. Jednakże – według Kotty – pozostałe argumenty Wellejusza opierają się błędnej przesłance. Mianowicie Wallejusz potraktował bogów antropomorficznie, porównując ich cechy z cechami ludzi. Tymczasem – jak stwierdził Kotta – jeżeli bogowie istnieją, są z pewnością od ludzi całkowicie odmienni, nie można więc domniemanej doskonałości czy słabości bóstwa przyrównywać do doskonałości czy słabości człowieka. Dlatego Kotta odrzucił nie tylko dowody na istnienie bogów, ale także argumenty przeciwko ich istnieniu.

### Księga druga
W drugiej księdze do dyskusji włączył się Balbus. Po krótkiej polemice z Kottą, przedstawił własne stanowisko. Długa wypowiedź Balbusa dzieli się wyraźnie na cztery części. W pierwszej przedstawił on dowody na istnienie Boga. Były to przede wszystkim dowody z pierwszej przyczyny, doskonałości wszechświata i tradycji: Kiedy spoglądamy na niebo i przypatrujemy się ciałom niebieskim, cóż może być dla nas bardziej jasne i oczywiste niż to, że istnieje jakaś potęga o najwyższym rozumie, która tym wszystkim rządzi? Gdyby tak nie było, jakże mógłby Enniusz za ogólnym przyzwoleniem zawołać: „Spójrz na tę światłość tam w górze, zwaną przez wszystkich Jowiszem”? I nie tylko Jowiszem, ale i władcą wszechrzeczy, i rządcą kierującym przy pomocy swych skinień wszystkimi zjawiskami, i – jak mówi tenże sam Enniusz – „ojcem bogów i ludzi”, i wszechobecnym, wszechmocnym bóstwem! Jeśli ktoś ma tu wątpliwości, to nie pojmuję, dlaczego nie miałby być niepewnym także istnienia albo nieistnienia słońca. Czyż bowiem to jest bardziej oczywiste niż tamto? Gdyby dusze nasze nie znały tej prawdy dokładnie i nie przyswoiły jej sobie, nie utrzymałoby się tak mocne o niej przekonanie, nie utrwalałoby się ono przy upływie dłuższego czasu i nie mogłoby poprzez wszystkie stulecia rozkrzewiać się we wszystkich ludzkich pokoleniach.
Balbus mówił, często w tym samym fragmencie, jednocześnie o bogach i najwyższym Bogu. Uważał bowiem, że tradycyjni bogowie to przejawy obecności w świecie jedynego Boga. Gdy drugiej części swojej wypowiedzi analizował naturę bogów, stwierdził. że istnieje siła twórcza, która utrzymuje cały świat i strzeże go, a która ma i czucie, i rozum. W trzeciej części Balbus postawił i udowadniał tezę, że bogowie rządzą światem, wykładając podstawowe zasady panteizmu. Natomiast czwarta część wypowiedzi Balbusa poświęcona została wyjaśnieniu i udowodnieniu twierdzenia, że bogowie troszczą się o ludzi.

### Księga trzecia
W trzeciej księdze wywody Balbusa skrytykował Kotta. Obalał on dowody Balbusa na istnienie bogów, szczególnie z doskonałości wszechświata oraz z objawień i przepowiedni, które nazwał baśniami. Tezę, że świat jest Bogiem, sprowadził Kotta do absurdu. Sprzeciwił się też twierdzeniu, że bogowie opiekują się ludźmi, wykazując że często złym powodzi się lepiej niż dobrym. Zdaniem Kotty nie można udowodnić zarówno istnienia, jak i nieistnienia bogów, a w związku z tym niewiele można powiedzieć o ich istocie.
Kotta jednak bynajmniej nie twierdził, że bogowie nie istnieją. Wyjaśnił, że wierzy w nich nie jako intelektualista i uczony, ale jako lojalny obywatel, patriota, Rzymianin wierny tradycji swojego narodu i wierze przodków, a także pontifex maximus. Oto, co mniej więcej miałem do powiedzenia o naturze bogów. A mówiłem to nie dlatego, iżbym przeczył istnieniu bogów, lecz żebyście poznali, jak ciemne jest to zagadnienie i z jakimi trudnościami łączy się jego wyjaśnienie – stwierdził, podsumowując swoje rozważania, Kotta.
Kotta zakończył wypowiedź z zachodem słońca, więc Balbusowi zabrakło czasu na polemikę. Zapowiedział jednak kontynuację dyskusji w następnych dniach: Ponieważ zbliża się już wieczór, wyznacz nam jakiś inny dzień, abym mógł udzielić ci odpowiedzi. Wszak walczę z tobą o ołtarze i święte ogniska, o świątynie i inne ofiarowane bogom miejsca, jak również o te mury, które wy kapłani uznajecie za nietykalne, chociaż przy pomocy religii umacniacie miasto lepiej niż przy pomocy murów. Odstąpienie od tej sprawy uważam za grzech i nie porzucę jej, póki mi stanie tchu! Na podstawie tego fragmentu część późniejszych komentatorów uważała, że Cyceron planował napisanie kolejnej, czwartej księgi dialogu.

## Stanowisko Cycerona
Cyceron przedstawił czytelnikowi rzymskiemu przegląd teorii o istocie bóstwa, reprezentowanych przez najważniejsze szkoły filozoficzne. Sam podczas dyskusji milczał i nie wypowiadał własnych poglądów. Podsumował jednak rozmowę na koniec dialogu: kiedyśmy się wszyscy wypowiedzieli, rozeszliśmy się, z tym że Wellejusza bardziej przekonywały wywody Kotty, mnie zaś wywody Balbusa. Arpinata uznawał potrzebę religii jako czynnika niezbędnego dla prawidłowego funkcjonowania społeczeństwa i państwa, był więc krytyczny wobec poglądów zwolenników Epikura. Jego zdaniem najlepiej uzasadnione były poglądy sceptyczne, ale stoicka teza o opatrzności bożej kierującej światem zyskała również jego przychylność.

## Znaczenie
Zachowało się kilkanaście rękopisów De natura deorum, gdyż dzieło to było często kopiowane w średniowiecznych klasztorach. Cztery najstarsze zachowane rękopisy z tekstem dialogu pochodzą z X wieku. Tekst został w nich uszkodzony w kilku fragmentach. Znane jest kilkanaście inkunabułów z dziełem Cycerona, a od XVI wieku było ono wydawane bardzo często. W XIX i XX wieku uczeni sporządzili kilka wydań krytycznych dzieła, opatrzonych drobiazgowymi komentarzami.
O naturze bogów była przez wieku źródłem idei ateistycznych, deistycznych, panteistycznych czy monoteistycznych. Znali ją i cytowali między innymi Augustyn z Hippony czy Tomasz z Akwinu. Wywarła szczególny wpływ na europejskich autorów okresu oświecenia. Wolter twierdził, że jest to chyba najlepsza książka całej starożytności. Była podstawowym źródłem np. Dialogów o religii naturalnej Davida Hume’a. W 1811 roku we Włoszech opublikowano rzekomą czwartą, brakującą księgę dzieła. Dopiero po kilkudziesięciu latach udowodniono, że było to fałszerstwo.

### Wydania krytyczne tekstu
- De natura deorum libri tres. Joseph B. Mayor (ed.). T. 1. Cambridge: University Press, 1880. [dostęp 2017-01-21]. (łac. • ang.). Brak numerów stron w książce
- De natura deorum libri tres. Joseph B. Mayor (ed.). T. 2. Cambridge: University Press, 1883. [dostęp 2017-01-21]. (łac. • ang.). Brak numerów stron w książce
- De natura deorum libri tres. Joseph B. Mayor (ed.). T. 3. Cambridge: University Press, 1885. [dostęp 2017-01-21]. (łac. • ang.). Brak numerów stron w książce

### Tłumaczenie polskie
- O naturze bogów. W: Marcus Tullius Cicero: Pisma filozoficzne. Tom pierwszy. Wiktor Kornatowski (tł.). Warszawa: Państwowe Wydawnictwo Naukowe, 1960, s. 7–223.

### Literatura
- Maria Jaczynowska: Religie świata rzymskiego. Warszawa: Państwowe Wydawnictwo Naukowe, 1987. ISBN 83-0107405-1.
- Kazimierz Leśniak: O naturze bogów (wstęp). W: Marcus Tullius Cicero: Pisma filozoficzne. Tom pierwszy. Warszawa: Państwowe Wydawnictwo Naukowe, 1960, s. 3–6.
- Kazimierz Kumaniecki: Literatura rzymska. Okres Cyceroński. Warszawa: Państwowe Wydawnictwo Naukowe, 1977.
- Kazimierz Kumaniecki: Cyceron i jego współcześni. Warszawa: Czytelnik, 1989. ISBN 83-07-01455-7.